# Зуаги, Шакер
Шаке́р Зуаги́ (фр. Chaker Zouaghi; 10 января 1985) — тунисский футболист, полузащитник. Участник Кубка африканских наций 2008 в составе сборной Туниса.

## Карьера

### Клубная
Воспитанник клуба «Олимпик де Беджа». С 1999 по 2006 год выступал за клуб «Этуаль дю Сахель». С 2006 года играл за московский «Локомотив» под 24 номером. 22 января 2009 года Шакер прибыл на просмотр в «Кубань». 16 марта 2009 года «Локомотив» расторг с ним контракт по обоюдному согласию. С 1 июля 2010 года выступал за швейцарский «Цюрих». В 2012 году возвратился в Тунис, подписав контракт с клубом «Эсперанс».
В 2014 году присоединился к узбекской команде «Алмалык». В 2015—2016 годах играл за ташкентский «Бунёдкор».

### В сборной
Был капитаном молодёжной сборной Туниса. В ноябре 2005 года дебютировал в национальной сборной в матче против сборной Египта.

## Достижения
- Финалист Африканской Лиги чемпионов 2005
- Бронзовый призёр Чемпионата России 2006